# Saint-Gervais (Żyronda)
Saint-Gervais – miejscowość i gmina we Francji, w regionie Nowa Akwitania, w departamencie Żyronda.
Według danych na rok 1990 gminę zamieszkiwały 1204 osoby, a gęstość zaludnienia wynosiła 216 osób/km² (wśród 2290 gmin Akwitanii Saint-Gervais plasuje się na 359. miejscu pod względem liczby ludności, natomiast pod względem powierzchni na miejscu 1390.).